# Venera Lumani
Venera Lumani (mac. Венера Лумани; ur. 16 czerwca 1991 w Radoliszcie) – północnomacedońska piosenkarka pochodzenia albańskiego.

## Życiorys
W wieku 5 lat została zapisana do szkoły muzycznej, kształciła się w tym kierunku w Tetowie; opanowała grę na fortepianie i na gitarze. Zwyciężyła w II edycji programu The Voice of Albania.
W 2014 roku uczestniczyła w 53. edycji Festivali i Këngës.

## Albumy[5]
- U rrit zemra (2024)

## Życie prywatne
Jest córką Menderesa Lumaniego – gitarzysty zespołu Shekulli i Dreqit.